# ディエゴ・アバタントゥオーノ
ディエゴ・アバタントゥオーノ（Diego Abatantuono, 1955年5月20日 - ）は、イタリアのミラノ出身の俳優。

## 主な出演作品
- マラケシュ・エクスプレス Marrakech Express (1988)
- エーゲ海の天使 Mediterraneo (1991)
- ニルヴァーナ Nirvana (1997)
- 恋は結婚式の後で… Il testimone dello sposo (1998)
- ぼくは怖くない Io non ho paura (2003)
- クリスマスの雪辱 La rivincita di Natale (2004)
- 天空の結婚式 Puoi baciare lo sposo (2018)